# Arcadie Dugan-Opaiț
Arcadie Dugan-Opaiț (n. 18 iunie 1878, Cireș-Opăițeni, Storojineț – d. 26 mai 1951, Gura Humorului) a fost un patriot român, profesor,  membru activ, „emeritat” și „onorar”, al Societății Academice Românești „Junimea”  din Cernăuți, președinte al Comisiei literare a „Junimii”, vicepreședinte al acestei societăți.

## Biografie

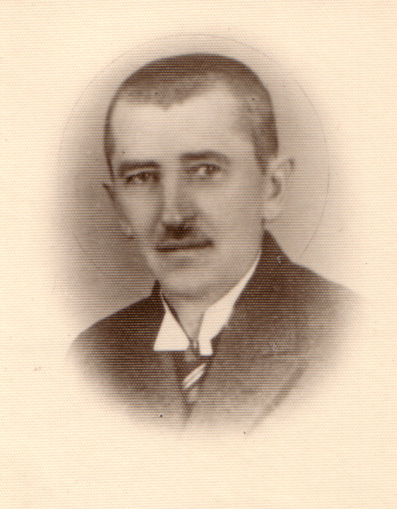
Profesorul Arcadie Dugan-Opait

Născut la 18 iunie 1878, în comuna Cireș-Opăițeni, județul Storojineț, Bucovina, Imperiul Austro-Ungar, fiind fiul cel mare al lui Ionică și al Elenei Dugan născută Vască din Pătrăuții de Sus. Primele clase le-a urmat în satul natal și, ca urmare a străduințelor mamei sale, și-a finalizat cursurile școlii primare la Storojineț. Urmează cursurile Gimnaziului cel Mare din Rădăuți. Susține examenul de bacalaureat în 1898, apoi se înscrie la Universitatea din Cernăuți, dar nu la filologie clasică, unde dovedea reale abilități, ci, la sfatul profesorului dr. Ion Gheorghe Sbiera, la limba germană. Trece cu brio examenele cu profesori nativi și ajunge să predea încă din anul IV de studenție ca profesor suplinitor la Gimnaziul cel Mare din Cernăuți devenit ulterior Liceul „Aron Pumnul”.  Satisface stagiul militar între 1902-1903 la Regimentul 4 Infanterie Cernăuți, este apoi numit profesor suplinitor la Gimnaziul Greco-Ortodox din Suceava între 1902-1908, unde se titularizează în 1908 ca profesor de limba germană și gimnastică, această ultimă disciplină la propunerea directorului Ștefan de Repta Arhivat în 26 aprilie 2016, la Wayback Machine.. Ca student, și mai apoi, în Suceava, are grijă de fratele său, Ilie Dugan-Opaiț, dovedindu-se un profesor exemplar, sever, corect, nepărtinitor. Parcursul sucevean al profesorului Arcadie Dugan-Opaiț se termină dramatic, decedându-i socrul – Ioan Ferlievici - apoi soția, Olga Bărbuță și la numai două săptămâni, Despina, fiica sa. În 1912 se mută la Cernăuți, recăsătorindu-se abia aproape de pensionare, în 1936.

## Activitatea la Junimea
Arcadie Dugan-Opaiț se înscrie în Junimea încă de la debutul studenției, desfășurând, începând cu anul 1912, o amplă activitate în cadrul acestei asociații academice, fiind prezent în toate momentele importante ale perioadei interbelice a existenței acesteia: sărbătorirea semicentenarului Junimii, înființarea Căminului Studențesc al Junimii, reuniunile administrative și ale diverselor comisii, așa cum arată documentele din arhive. Contribuie împreună cu fratele său, Ilie Dugan-Opaiț, la apariția revistei umoristice "Hacu", a cărei existență se întinde până în 1938.
După mutarea la Cernăuți, urmare a evenimentelor tragice care i-au marcat parcursul sucevean, Arcadie Dugan se dedică unei intense activități în Junimea. Deși nu mai era membru activ în societate, el își alcătuiește un amplu plan de lucru pentru pregătirea sărbătoririi semicentenarului. Astfel alcătuiește "Memorandumul membrului emeritat Arcadie Dugan", referitor la reformele ce aveau să se realizeze în cadrul societății studențești. Îi vine ideea de a scrie o cronică a Junimii, alcătuind "Șematismul cu membrii societății". Declanșarea Primului Război Mondial face ca activitatea Junimii să înceteze. Sediul societății este închis. O parte a membrilor Junimii trec în România, în frunte cu Traian Popovici, o altă parte sunt înrolați în armata austriacă. Steagul societății este depus la Academia Română, de către G. Galin. În 1918, sediul Junimii este devastat și ars, moment în care se distrug și dispar mai multe bunuri, cărți, periodice, obiecte de mobilier din patrimoniul societății academice.
Arcadie Dugan-Opaiț participă ca sublocotenent de rezervă în armata austriacă, face întregul război pe frontul rusesc, apoi pe cel italian, revenind acasă cu trei decorații din șapte lupte la care a participat. „Făclier român neobosit, om de mare omenie și izvor de sfat și îndemn, cât și toiag de sprijin material pentru studențimea română bucovineană, adunată sub steagul Junimii”, cum  l-a numit nepotul său, Nicolae Popescu, Arcadie Dugan-Opaiț convoacă, la 2 mai 1919, o adunare generală extraordinară, reluând astfel activitatea societății cu o activitate în special de factură cultural-națională. În 1922, se adoptă un nou statut și profesorul Arcadie Dugan-Opaiț reintră în rândul membrilor „emeritați”. În 1925, profesorul Dugan termină „Șematismul” și începe lucrul la „Raportul anual mare pe perioada 1908/9-1925/6, lucrare tipărită în 1000 de exemplare, apreciatǎ în epocă drept o lucrare de istorie a societății.

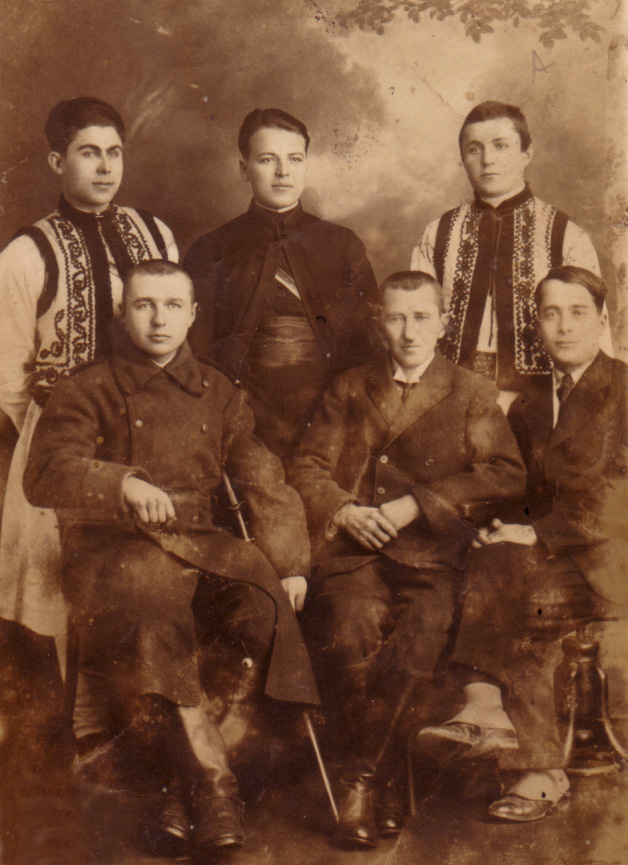
Cireseni si profesorul Arcadie Dugan jos, la mijloc. In centru, spate, preotul Valerian Opait, deportat in Siberia.

Odată Bucovina revenită la Patria mamă, Arcadie Dugan-Opaiț primește din partea Regelui Ferdinand I Ordinul "Coroana României" în grad de Cavaler, prin decretul regal 955/ 9 martie 1923 pentru meritul de a fi fost mare român și neobosit îndrumător cultural pentru mai bine de jumătate de veac în Cernăuții de baștină. Prin activitatea sa necurmată ca profesor, dar mai ales ca „Vulpan” al Societății Academice Junimea, Arcadie Dugan – „om a cărui viață este un cult de românism” (Ilie Dugan-Opaiț – Glasul Bucovinei, 1936, p. 3) - și frații săi, Ilie și Valerian (alt mare român, folclorist de frunte și întemeietor din speze proprii al Arcășiilor din majoritatea satelor bucovinene – societăți culturale („pui” ai Junimii) de promovare în rândul populației sătești a spiritului românesc și a rezistenței în fața slavizării și a deznaționalizării) luptă activ și cu izbânzi la readucerea „acasă” a unui teritoriu „răptuit” din trupul țării – al acelei „țări” fără de care istoria României nu ar putea fi niciodată scrisă.  
Activitatea Junimii sub imperiul spiritual al profesorului Arcadie Dugan-Opaiț se axează în principal pe afirmarea identitar-națională a românilor bucovineni, prin cabinete de lectură, prin spectacole de teatru și operă, apărarea tricolorului și a valorilor naționale românești, prin susținerea presei naționale în Bucovina, prin răspândirea literaturii și a cunoștințelor de istorie națională în provincie, sprijinirea tinerilor. 
Cu ocazia sărbătoririi semicentenarului Arboroasei (28 februarie 1926) și a semicentenarului Junimii (25-27 octombrie 1928), sunt expuse, în cadrul expoziției Junimii, cele patru volume ale Albumului Mare,  Albumul Profucșilor, Cartea Jertfelor. (cf. Rodica Șcraba) Arcadie Dugan-Opaiț este numit membru "onorar", ca recunoaștere a meritelor sale de îndrumător spiritual al Junimii, postură în care, în 1930, încă pregătea aspiranți pentru susținerea examenului regulamentar pentru primirea în societate.
Perioada interbelică schimbă radical condițiile de manifestare a studenților de la Universitatea din Cernăuți. Pe fondul intensificării extremismului naționalist, profesorul Arcadie Dugan nu face nici o concesie în acest domeniu activității studenților junimeni. Cercetătoarea Rodica Șcraba (1994) opinează că acesta ar fi motivul criticilor aspre aduse profesorului Arcadie Dugan în 1928 și chiar și motivul pentru care este pensionat, în 1938, cu doi ani mai devreme de la catedra sa de la Liceul "Aron Pumnul" din Cernăuți. „Noile generații de studenți nu mai erau ceea ce fuseseră înaintașii lor, pe care îi unea, în condițiile națiunii lor pe nedrept subjugată, un liant puternic: patriotismul fierbinte, lupta acerbă cu cotropitorul, disciplina, etica înaltă, munca pe tărâm cultural la sate și multe altele.” (Vasile Schipor, 2009)